# Целебешки језици
Целебешки језици су једна од основних грана малајско-полинежанских језика, а њима се говори на средишњем делу острва Сулавеси или Целебес. Скоро сви језици који су у употреби у покрајинама Централни Сулавеси и Југоисточни Сулавеси припадају целебешкој грани. Мањим бројем целебешких језика (нпр. вотујски и бонерски) говори се у покрајини Јужни Сулавеси. Према броју језика, али не и према броју говорника, целебешки језици су највећа подгрупа аустронежанских језика на острву Сулавеси.

## Класификација

### Унутрашња класификација
Према Дејвиду Миду (2003a:125) целебешки језици се класификују на следећи начин:
- Томинско–толитолски
- Кајлијско–памонски
- Вотујско–волијски
- Источноцелебешки језици
  - Салуанско–бангајски
  - Југоисточноцелебешки језици
    - Бунгујско-толакијски
    - Мунајско–бутонски

### Положај унутар аустронежанске породице
Према подацима из данас расположивих истраживања, целебешки језици су једна од основних грана малајско-полинежанске подгрупе аустронежанских језика.